# Liste der Bodendenkmäler in Ammerthal
Auf dieser Seite sind die Bodendenkmäler in der Oberpfälzer Gemeinde Ammerthal zusammengestellt. Diese Tabelle ist eine Teilliste der Liste der Bodendenkmäler in Bayern. Grundlage ist die Bayerische Denkmalliste, die auf Basis des Bayerischen Denkmalschutzgesetzes vom 1. Oktober 1973 erstmals erstellt wurde und seither durch das Bayerische Landesamt für Denkmalpflege geführt wird. Die folgenden Angaben ersetzen nicht die rechtsverbindliche Auskunft der Denkmalschutzbehörde.

## Bodendenkmäler der Gemeinde Ammerthal

### Bodendenkmäler im Ortsteil Ammerthal
| Lage                 | Objekt | Akten-Nr.     | Bild |
| -------------------- | --- | ------------- | ---- |
| Ammerthal (Standort) | Spätbronzezeitlicher Bestattungsplatz mit mindestens einem verebneten Grabhügel. | D-3-6536-0001 |      |
| Ammerthal (Standort) | Höhle E 72 mit menschlichen Skelettresten. | D-3-6536-0002 |      |
| Ammerthal (Standort) | Bestattungsplatz der Hallstattzeit. | D-3-6536-0003 |      |
| Ammerthal (Standort) | Befestigte früh- und hochmittelalterliche Siedlung Amardela. | D-3-6536-0004 |      |
| Ammerthal (Standort) | Frühmittelalterlicher Bestattungsplatz. | D-3-6536-0005 |      |
| Ammerthal (Standort) | Archäologische Befunde im Bereich der mittelalterlichen Burgruine Spitz. | D-3-6536-0065 |      |
| Ammerthal (Standort) | Archäologische Befunde des Mittelalters und der frühen Neuzeit im Bereich der katholischen Pfarrkirche St. Nikolaus in Ammerthal, darunter die Spuren von Vorgängerbauten bzw. älterer Bauphasen.             | D-3-6536-0156 |      |
| Ammerthal (Standort) | Archäologische Befunde des Mittelalters und der frühen Neuzeit im Bereich der katholischen Kirche Unserer Lieben Frau in Oberammerthal, darunter die Spuren von Vorgängerbauten bzw. älterer Bauphasen.       | D-3-6536-0223 |      |
| Ammerthal (Standort) | Schloss Ammerthal Archäologische Befunde des Mittelalters und der frühen Neuzeit im Bereich des ehemaligen Hofmarkschlosses in Oberammerthal, darunter die Spuren von Vorgängerbauten bzw. älterer Bauphasen. | D-3-6536-0224 |      |
| Ammerthal (Standort) | Frühmittelalterlicher Bestattungsplatz. | D-3-6536-0242 |      |

### Bodendenkmäler im Ortsteil Gailoh
| Lage              | Objekt                                               | Akten-Nr.     | Bild |
| ----------------- | ---------------------------------------------------- | ------------- | ---- |
| Gailoh (Standort) | Hallstattzeitlicher Bestattungsplatz mit Grabhügeln. | D-3-6536-0069 |      |

### Bodendenkmäler im Ortsteil Götzendorf
| Lage                  | Objekt                       | Akten-Nr.     | Bild |
| --------------------- | ---------------------------- | ------------- | ---- |
| Götzendorf (Standort) | Vorgeschichtliche Grabhügel. | D-3-6536-0087 |      |

### Bodendenkmäler im Ortsteil Ullersberg
| Lage                  | Objekt                                                                                              | Akten-Nr.     | Bild |
| --------------------- | --------------------------------------------------------------------------------------------------- | ------------- | ---- |
| Ullersberg (Standort) | Abschnitt der Kurbayerischen Landesdefensionslinien (1702/1703) mit Wall, Graben und einer Redoute. | D-3-6536-0088 |      |